# Diferència de gols
La diferència de gols és un dels mètodes utilitzats en el futbol i l'hoquei sobre gel per realitzar desempats entre diversos equips en una competició, quan aquests posseeixen la mateixa quantitat de punts.
Si en un sistema de tots contra tots hi ha dos o més equips amb igual quantitat de puntuació assignat d'acord amb els resultats, el sistema de diferència de gols calcula una xifra que correspon a la diferència entre gols anotats per l'equip i els gols que ha rebut. Com més gran sigui la diferència de gols, millor és la posició que l'equip obté. En el cas d'un sistema d'eliminació directa doble (d'anada i tornada), classifica a la ronda següent l'equip amb una millor diferència de gols. Si la diferència de gols entre els equips és igual, s'utilitzen criteris de desempat, com llançaments de penals, partits de desempat o la classificació per major nombre de gols anotats; en el cas de tornejos d'eliminació directa, moltes vegades els gols anotats a camp contrari valen el doble per poder realitzar el desempat.
Darrerament s'ha considerat en alguns casos la diferència de gols només entre els equips en qüestió perquè tots els partits d'una competició tinguin certa importància. El primer cas important d'aquest criteri va ocórrer en el grup C de l'Eurocopa 1996, en què van empatar a punts Itàlia i la República Txeca. Com que la República Txeca va guanyar el partit contra Itàlia i, per tant, tenia una millor diferència de gols entre ells, la República Txeca es va classificar tot i que Itàlia tenia una millor diferència de gols si es consideren tots els partits del grup. Un ús polèmic del criteri va ocórrer en l'Eurocopa 2004, tenint novament a Itàlia com a principal perjudicat.

## Mitjana de gols
La mitjana de gols (conegut com a goal average) va ser un mètode de desempat utilitzat abans de la diferència de gols, i es calculava dividint el nombre de gols anotats pels rebuts. La diferència de gols finalment va reemplaçar aquesta tècnica en ser aplicada a la Copa Mundial de Futbol de 1970 i en la temporada 1976-1977 de la Lliga anglesa. En l'actualitat, la mitjana de gols segueix sent utilitzat pel futbol australià (calculat com a percentatge en multiplicar per cent la xifra obtinguda).

## Comparació
La utilització de tots dos mètodes, encara que semblen similars, poden donar resultats molt diferents. Simulem la següent situació amb tres equips: A, B, C. A derrota per 3-0 B, B derrota per 6-0 C i C derrota per 1-0 A. Els tres equips tenen la mateixa quantitat de punts, ja que cadascun obté una victòria. En el cas segons mitjana de gols, A avançaria a la següent ronda tot i que B és l'equip que anota més gols, el qual només es classificaria en utilitzar la diferència.
| Equip   | Pts | PJ | PG | PE | PP | GF | GC | Prom   |
| ------- | --- | -- | -- | -- | -- | -- | -- | ------ |
| Equip A | 3   | 2  | 1  | 0  | 1  | 3  | 1  | 3      |
| Equip B | 3   | 2  | 1  | 0  | 1  | 6  | 3  | 2      |
| Equip C | 3   | 2  | 1  | 0  | 1  | 1  | 6  | 0,1667 |

| Equip   | Pts | PJ | PG | PE | PP | GF | GC | Dif |
| ------- | --- | -- | -- | -- | -- | -- | -- | --- |
| Equip B | 3   | 2  | 1  | 0  | 1  | 6  | 3  | 3   |
| Equip A | 3   | 2  | 1  | 0  | 1  | 3  | 1  | 2   |
| Equip C | 3   | 2  | 1  | 0  | 1  | 1  | 6  | -5  |

La mitjana de gols va ser reemplaçat pel fet que fomenta els resultats de pocs gols. Si un equip anotés 70 gols i en rebés 40 tindria una mitjana de gols menor que un altre equip de 69 gols marcats i 39 rebuts (1,7500 contra 1,7692). En casos més extrems, si un equip empatés tots els seus partits sense gols a excepció d'un en què guanyés per 1-0, tindria una mitjana de gols infinitament gran, mentre que un altre que també empatés tots a excepció d'un, que guanyés per 100-1 perdria per tenir una mitjana de gols de «només» 100.